# En gång till (album av Lotta & Anders Engbergs orkester)
En gång till är ett studioalbum från 1990 av det svenska dansbandet Lotta & Anders Engbergs orkester.

## Låtlista
| Nr           | Titel                               | Kompositör                               | Längd |
| ------------ | ----------------------------------- | ---------------------------------------- | ----- |
| 1.           | Kärleken lever                      | Lasse Westmann, Lennart Sjöholm          | 2:51  |
| 2.           | Ingen man är som han                | Mikael Wendt, Christer Lundh             | 3:19  |
| 3.           | True Love                           | Cole Porter                              | 3:48  |
| 4.           | Du är min egen Romeo                | Diana Thylin, Nigel Nuca, Christer Lundh | 2:54  |
| 5.           | Ett café i Bordeaux                 | Peter Åhs, Carl Lösnitz                  | 3:41  |
| 6.           | Det känns alltid bra att va med dig | Lasse Holm                               | 2:58  |
| 7.           | Vår tid är nu                       | Erik Lihm, Rita Saxmark                  | 3:08  |
| 8.           | En gång till                        | Mikael Wendt, Christer Lundh             | 2:52  |
| 9.           | Malaika                             | Fadhili William-Mdawida, Ingela Forsman  | 2:42  |
| 10.          | Ingenting är bättre än det här      | Peter Åhs, Christer Lundh                | 2:44  |
| 11.          | Den bästa tiden i mitt liv          | Mikael Wendt, Christer Lundh             | 3:55  |
| 12.          | Can't Buy Me Love (instrumental)    | John Lennon, Paul McCartney              | 2:26  |
| 13.          | Antonio                             | Mikael Wendt, Christer Lundh             | 3:44  |
| 14.          | Då tänds lyktorna                   | Peter Åhs, Carl Lösnitz                  | 2:55  |
| Total längd: | Total längd:                        | Total längd:                             | 43:57 |